# Rio Amoguijá
Rio Amoguijá är ett vattendrag i Brasilien.   Det ligger i delstaten Mato Grosso do Sul, i den södra delen av landet, 1 200 km sydväst om huvudstaden Brasília.
I omgivningarna runt Rio Amoguijá växer huvudsakligen savannskog. Trakten runt Rio Amoguijá är nära nog obefolkad, med mindre än två invånare per kvadratkilometer.